# Шаганино
Шаганино — деревня в Троицком административном округе Москвы (до 1 июля 2012 года была в составе Подольского района Московской области). Входит в состав поселения Щаповское.

## Население
| 1859 | 1890 | 1899 | 1926 | 2002 | 2006 | 2010 |
| ---- | ---- | ---- | ---- | ---- | ---- | ---- |
| 164  | ↗170 | ↘145 | ↗172 | ↘53  | ↘42  | ↗75  |

Согласно Всероссийской переписи, в 2002 году в деревне проживало 53 человека (17 мужчин и 36 женщин). По данным на 2005 год в деревне проживало 42 человека.

## География
Расположена в северо-восточной части Троицкого административного округа, на правом берегу реки Пахры примерно в 50 км к юго-западу от центра города Москвы, у границы с Подольским районом.
В 6 км юго-восточнее деревни проходит Варшавское шоссе, в 6 км к западу — Калужское шоссе А130, в 5 км к югу — Московское малое кольцо А107, в 11 км к востоку — линия Курского направления Московской железной дороги.
К деревне одна улица — Лесная, приписано 5 дачных партнёрств (ДНП), 2 дачных кооператива (ДПК), 2 жилищно-строительный кооператива (ЖСКИЗ) и садоводческое товарищество (СНТ).
Связана автобусным сообщением с микрорайоном «В» Троицка и городом Подольском (маршруты № 1024, 1032, 1034). Ближайшие населённые пункты — посёлок Щапово, деревни Александрово и Раево.

## История
Деревня получила название по фамилии своего владельца Ивана Юрьевича Шигоны-Поджогина. Он являлся доверенным лицом царя Василия III.
В «Списке населённых мест» 1862 года Шеганино — казённая деревня 1-го стана Подольского уезда Московской губернии по правую сторону Московско-Варшавского шоссе, из Подольска в Малоярославец, в 13 верстах от уездного города и 22 верстах от становой квартиры, при речке Пахре, с 37 дворами и 164 жителями (80 мужчин, 84 женщины).
По данным на 1899 год — деревня Красно-Пахорской волости Подольского уезда с 145 жителями.
В 1913 году — 34 двора.
По материалам Всесоюзной переписи населения 1926 года — центр Шаганинского сельсовета Красно-Пахорской волости Подольского уезда в 5,3 км от Калужского шоссе и 13,9 км от станции Гривно Курской железной дороги, проживало 172 жителя (60 мужчин, 112 женщин), насчитывалось 36 крестьянских хозяйств.
1929—1946 гг. — населённый пункт в составе Красно-Пахорского района Московской области.
1946—1957 гг. — в составе Калининского района Московской области.
1957—1963, 1965—2012 гг. — в составе Подольского района Московской области.
1963—1965 гг. — в составе Ленинского укрупнённого сельского района Московской области.
С 2012 г. — в составе города Москвы.